# الحمرات
الحمرات (به عربی: الحمرات) یک منطقهٔ مسکونی در سوریه است که در استان حمص واقع شده‌است. الحمرات ۱٬۶۲۴ نفر جمعیت دارد.